# Mark Flekken
Mark Flekken (Kerkrade, 13 giugno 1993) è un calciatore olandese, portiere del Bayer Leverkusen e della nazionale olandese.

## Caratteristiche tecniche
Nonostante sia un portiere si distingue per la sua abilità nel giocare coi piedi.

## Carriera

### Club
Il 7 agosto 2016 nell'incontro fra la sua squadra, il Duisburg, e l'Osnabrück, ha segnato la rete del definitivo 1-1 al 93' con un colpo di tacco su calcio d'angolo.
Il 14 maggio 2018 viene acquistato dal Friburgo. Il 18 maggio 2019 ha disputato il suo primo incontro di Bundesliga disputando con il club scendendo in campo nella sfida vinta 5-1 contro il Norimberga.
Il 31 maggio 2023 viene acquistato dal Brentford. In 2 stagioni ai biancorossi colleziona 74 presenze in Premier League , fornendo anche 3 assist, diventando il 6° portiere con più assist nella competizione. Nel febbraio 2025 vince il premio di miglior giocatore del mese della Premier League.
Con il Brentford Flekken accumula un totale di 237 parate, con una percentuale di parate del 72.5%.
Il 3 giugno 2025 diventa un nuovo giocatore del Bayer Leverkusen. pagato 10 milioni di euro, firmando un contratto triennale con i Pillendreher.

### Nazionale
Il 1º ottobre 2021 riceve la sua prima convocazione in nazionale maggiore. Debutta da titolare il 26 marzo 2022 nell’amichevole vinta per 4-2 contro la Danimarca.

## Statistiche

### Cronologia presenze e reti in nazionale
| Cronologia completa delle presenze e delle reti in nazionale ― Paesi Bassi | Cronologia completa delle presenze e delle reti in nazionale ― Paesi Bassi | Cronologia completa delle presenze e delle reti in nazionale ― Paesi Bassi | Cronologia completa delle presenze e delle reti in nazionale ― Paesi Bassi | Cronologia completa delle presenze e delle reti in nazionale ― Paesi Bassi | Cronologia completa delle presenze e delle reti in nazionale ― Paesi Bassi | Cronologia completa delle presenze e delle reti in nazionale ― Paesi Bassi | Cronologia completa delle presenze e delle reti in nazionale ― Paesi Bassi |
| Data                                                                       | Città                                                                      | In casa                                                                    | Risultato                                                                  | Ospiti                                                                     | Competizione                                                               | Reti                                                                       | Note                                                                       |
| -------------------------------------------------------------------------- | -------------------------------------------------------------------------- | -------------------------------------------------------------------------- | -------------------------------------------------------------------------- | -------------------------------------------------------------------------- | -------------------------------------------------------------------------- | -------------------------------------------------------------------------- | -------------------------------------------------------------------------- |
| 26-3-2022                                                                  | Amsterdam                                                                  | Paesi Bassi                                                                | 4 – 2                                                                      | Danimarca                                                                  | Amichevole                                                                 | -2                                                                         |                                                                            |
| 29-3-2022                                                                  | Amsterdam                                                                  | Paesi Bassi                                                                | 1 – 1                                                                      | Germania                                                                   | Amichevole                                                                 | -1                                                                         |                                                                            |
| 8-6-2022                                                                   | Cardiff                                                                    | Galles                                                                     | 1 – 2                                                                      | Paesi Bassi                                                                | UEFA Nations League 2022-2023 - 1º turno                                   | -1                                                                         |                                                                            |
| 11-6-2022                                                                  | Rotterdam                                                                  | Paesi Bassi                                                                | 2 – 2                                                                      | Polonia                                                                    | UEFA Nations League 2022-2023 - 1º turno                                   | -2                                                                         |                                                                            |
| 7-9-2023                                                                   | Eindhoven                                                                  | Paesi Bassi                                                                | 3 – 0                                                                      | Grecia                                                                     | Qual. Euro 2024                                                            | -                                                                          |                                                                            |
| 10-9-2023                                                                  | Dublino                                                                    | Irlanda                                                                    | 1 – 2                                                                      | Paesi Bassi                                                                | Qual. Euro 2024                                                            | -1                                                                         |                                                                            |
| 22-3-2024                                                                  | Amsterdam                                                                  | Paesi Bassi                                                                | 4 – 0                                                                      | Scozia                                                                     | Amichevole                                                                 | -                                                                          |                                                                            |
| 19-11-2024                                                                 | Zenica                                                                     | Bosnia ed Erzegovina                                                       | 1 – 1                                                                      | Paesi Bassi                                                                | UEFA Nations League 2024-2025 - 1º turno                                   | -1                                                                         |                                                                            |
| 7-6-2025                                                                   | Helsinki                                                                   | Finlandia                                                                  | 0 – 2                                                                      | Paesi Bassi                                                                | Qual. Mondiali 2026                                                        | -                                                                          |                                                                            |
| 10-6-2025                                                                  | Groninga                                                                   | Paesi Bassi                                                                | 8 – 0                                                                      | Malta                                                                      | Qual. Mondiali 2026                                                        | -                                                                          |                                                                            |
| Totale                                                                     |                                                                            | Presenze                                                                   | 10                                                                         |                                                                            | Reti                                                                       | -8                                                                         |                                                                            |

## Palmarès

### Club

#### Competizioni nazionali
- 3. Liga: 1

Duisburg: 2016-2017